# Хатас (село)
Хата́с (якут. Хатас) — село в Намском улусе Якутии России. Административный центр Хомустахского 2-го наслега.

## География
Село находится в пределах Центрально-Якутской равнины, на правом берегу реки Лена, на протоке Хатас, на расстоянии 18 км от села Намцы.
Климат
Средняя температура января −42 °C, июля +17 +18 °С. Осадков выпадает около 200—250 мм в год.

## История
Согласно Закону Республики Саха (Якутия) от 30 ноября 2004 года N 173-З N 353-III село возглавило образованное муниципальное образование Хомустахский 2-й наслег.

## Население
| 2002 | 2010 | 2021 |
| ---- | ---- | ---- |
| 637  | ↗714 | ↗735 |

Национальный состав
Согласно результатам переписи 2002 года, в национальной структуре населения якуты составляли 100 % из 637 чел.

## Улицы
| - ул. Бекетова, - ул. Габышева, - ул. Леонтьева, - ул. Молодёжная, | - ул. Новая, - ул. Парковая, - пер. Парковый, - ул. Полевая, | - ул. Сергеляхская, - ул. Сивцева, - пер. Сосновый, - ул. Юнер. |

## Экономика
Развито животноводство (мясо-молочное скотоводство, мясное табунное коневодство).

## Инфраструктура
В селе функционируют дом культуры, средняя общеобразовательная школа, учреждения здравоохранения и торговли.